# Christelle Guignard
Christelle Guignard (* 27. September 1962 in Les Deux Alpes) ist eine ehemalige französische Skirennläuferin.

## Biografie
In der Saison 1984/85 gewann die Slalomspezialistin die Weltcuprennen in Davos (Schweiz) und Bad Kleinkirchheim (Österreich). Bei ihrem Premierensieg am 9. Dezember 1984 trug sie die Nr. 22; schon einen Tag zuvor hatte es mit dem Sieg durch Traudl Hächer im Super-G ebenfalls den ersten Karrieresieg gegeben. Insgesamt kam Guignard 32-mal in die Weltcup-Ränge, davon 20-mal in die Top Ten (10 Riesentorläufe, 9 Slaloms, 1 Kombination).
In der gleichen Saison wurde sie Slalom-Vizeweltmeisterin in Bormio/Santa Caterina hinter ihrer Landsfrau Perrine Pelen. Guignard war nach dem ersten Lauf nur auf Rang 8 platziert gewesen. Ein vom Österreichischen und Italienischen Skiverband eingebrachter Protest wegen eines vermeintlichen Torfehlers wurde nach Studium der TV-Bilder abgewiesen. 1984 wurde sie französische Meisterin im Slalom und 1992 im Riesenslalom.
Im Riesenslalom der Weltmeisterschaften 1989 in Vail erreichte sie den dritten Rang, wurde dann aber wegen eines Dopingvergehens disqualifiziert. Ihre zunächst überreichte Bronzemedaille erhielt später die Jugoslawin Mateja Svet.